# Konstantin Gertig
Konstantin Gertig (Alemania, 2 de febrero de 2004) es un futbolista alemán que juega como defensa en el F. C. Liefering de la 2. Liga.

## Trayectoria
Dejó el Bayern de Múnich para fichar por su antiguo club Red Bull Salzburgo en 2021.

## Estadísticas

### Clubes
Actualizado al último partido disputado el 10 de septiembre de 2022.
| Club                      | Div.          | Temporada     | Liga  | Liga  | Copas nacionales | Copas nacionales | Copas internacionales | Copas internacionales | Total | Total |
| Club                      | Div.          | Temporada     | Part. | Goles | Part.            | Goles            | Part.                 | Goles                 | Part. | Goles |
| ------------------------- | ------------- | ------------- | ----- | ----- | ---------------- | ---------------- | --------------------- | --------------------- | ----- | ----- |
| F. C. Liefering · Austria | 2.ª           | 2021-22       | 1     | 0     | —                | —                | —                     | —                     | 1     | 0     |
| F. C. Liefering · Austria | 2.ª           | 2022-23       | 1     | 0     | —                | —                | —                     | —                     | 1     | 0     |
| F. C. Liefering · Austria | Total club    | Total club    | 2     | 0     | 0                | 0                | 0                     | 0                     | 2     | 0     |
| Total carrera             | Total carrera | Total carrera | 2     | 0     | 0                | 0                | 0                     | 0                     | 2     | 0     |